# Canelli
Canelli – miejscowość i gmina we Włoszech, w regionie Piemont, w prowincji Asti.
Według danych na styczeń 2009 gminę zamieszkiwało 10 628 osób przy gęstości zaludnienia 450,7 os./1 km².

## Miasta partnerskie
- Kowno, Litwa
- Menfi, Włochy
- Piazza Armerina, Włochy
- Mezőtúr, Węgry